# 伊藤眞
伊藤 眞（いとう まこと、1945年2月14日 - ）は、日本の法学者。専門は民事訴訟法・民事執行法・民事保全法・倒産法・裁判法。東京大学名誉教授。早稲田大学客員教授。日本大学客員教授。日本学士院会員。三ヶ月章門下。弟子に菱田雄郷など。

## 人物
長野県上田市生まれ。新訴訟物理論を提唱した三ヶ月章を師に持ちながら、実務の採用する旧訴訟物理論に立脚し理論を展開。

## 学歴
- 1963年 駒場東邦高等学校卒業
- 1967年 東京大学法学部第1類卒業

## 職歴
- 1968年4月 東京大学法学部助手（学士助手）
- 1971年6月 名古屋大学法学部助教授
- 1978年 - 1979年　ハーバード・ロー・スクールにて在外研究[1]
- 1979年 - 1980年　ミシガン・ロー・スクールにて在外研究[1]
- 1983年10月 一橋大学法学部助教授
- 1985年4月 一橋大学法学部教授
- 1993年4月 東京大学大学院法学政治学研究科教授
- 2006年　ソウル国立大学にて在外研究[1]
- 2007年3月 東京大学定年退職
- 2007年4月 早稲田大学大学院法務研究科客員教授、弁護士登録（第一東京弁護士会）、長島・大野・常松法律事務所顧問
- 2007年6月 東京大学名誉教授
- 2015年 - 2019年　日本大学大学院法務研究科客員教授[1]
- 2015年 - 2020年　創価大学大学院法務研究科客員教授[1]

## 栄典
- 2020年12月 日本学士院会員
- 2022年11月 瑞宝重光章[2][3]

## 社会的活動
- 内閣司法制度改革推進本部法曹制度検討会委員（座長）（2002年 - 2004年）
- 内閣司法制度改革推進本部知財訴訟検討会委員（座長）（2002年 - 2004年）
- 司法試験第二次試験考査委員（2004年 - 2006年）
- 最高裁判所民事訴訟規則制定諮問委員会委員
- 最高裁判所下級裁判所裁判官指名諮問委員会委員（2006年 - ）
- 法務省法制審議会倒産法部会委員
- 法務省法制審議会民事訴訟法部会委員（部会長）（2006年 - 2007年）
- 法務省法制審議会非訟事件手続法・家事審判法部会委員（部会長）（2009年）
- 法務省検察官・公証人特別任用等審査会会長代理（2010年）[4]

## 著書

### 単著
- 『民事訴訟の当事者』（弘文堂、1978年）
- 『債務者更生手続の研究』（西神田編集室、1984年）
- 『破産：破滅か更生か』（有斐閣、1989年）
- 『破産法（第4版補訂版）』（有斐閣、2006年）
- 『法律学への誘い（第2版）』（有斐閣、2006年）
- 『会社更生法』（有斐閣、2012年）
- 『千曲川の岸辺 伊藤眞随想録』(有斐閣、2014年)
- 『続・千曲川の岸辺 伊藤眞随想録Ⅱ』(有斐閣、2016年)
- 『破産法・民事再生法（第4版）』（有斐閣、2018年）
- 『民事訴訟法（第7版）』（有斐閣、2020年）
- 『続々・千曲川の岸辺 伊藤眞随想録Ⅲ』（有斐閣、2022年）
- 『民事訴訟法への招待』（有斐閣、2022年）

### 共著
- 『演習民事訴訟法』（新堂幸司、井上治典、梅本吉彦、小島武司、霜島甲一、高橋宏志）（有斐閣、1985年）
- 『破産法概説（新版増補2版）』（青山善充、井上治典、福永有利）（有斐閣、2001年）
- 『民事訴訟法の論争』（加藤新太郎、山本和彦）（有斐閣、2007年）

### 共編著
- 『民事手続法学の革新（上）（中）（下）』（中野貞一郎、新堂幸司、鈴木正裕、竹下守夫、青山善充、高橋宏志）（有斐閣、1991年）
- 『講座新民事訴訟法（III）』（徳田和幸）（弘文堂、1998年）
- 『裁判外紛争処理法』（小島武司）（有斐閣、1998年）
- 『倒産手続と保全処分』（松浦馨）（有斐閣、1999年）
- 『民事訴訟法理論の新たな構築（上）（下）』（青山善充、高橋宏志、高見進、高田裕成、長谷部由起子）（有斐閣、2001年）
- 『注釈民事再生法（上）（下）』（才口千晴、瀬戸英雄、田原睦夫、桃尾重明、山本克己）（金融財政事情研究会、2002年）
- 『権利実現過程の基本構造』（春日偉知郎、上原敏夫、野村秀敏）（有斐閣、2002年）
- 『民事訴訟法の史的展開』（福永有利、井上治典、松本博之、徳田和幸、高橋宏志、高田裕成、山本克己）（有斐閣、2002年）
- 『新しい会社更生法』（西岡清一郎、桃尾重明）（有斐閣、2004年）
- 『法曹倫理』（小島武司、田中成明、加藤新太郎）（有斐閣、2005年）

## 所属学会
- 日本民事訴訟法学会 （理事、1998年-2001年、国内）
- 日本私法学会
- 金融法学会
- American Law Institute

## 補足
資格試験予備校「伊藤塾」の塾長である、伊藤真（いとう まこと）とは別人である。